# Platyauchenia
Platyauchenia là một chi bọ cánh cứng trong họ Chrysomelidae.
Chi này được miêu tả khoa học năm 1843 bởi Sturm.

## Các loài
Các loài trong chi này gồm:
- Platyauchenia latreillei (Castelnau, 1840)
- Platyauchenia ruficollis Staines, 1932